# Piotr Subbotko

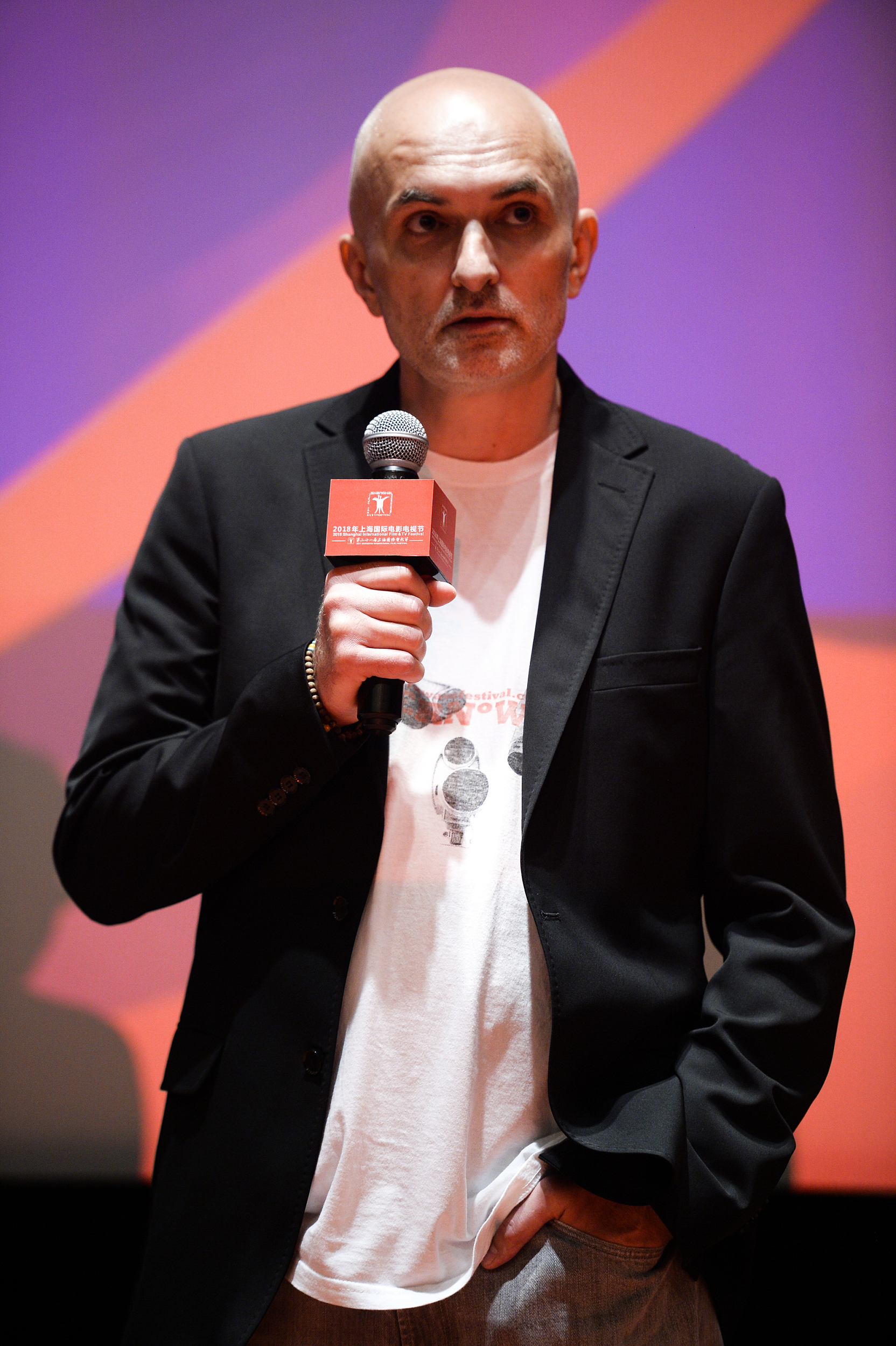
Piotr Subbotko

Piotr Subbotko (ur. 2 kwietnia 1968) – polski scenarzysta, reżyser i dramaturg.

## Kariera teatralna
Ukończył studia na wydziale Wiedzy o Teatrze w Akademii Teatralnej w Warszawie. Był asystentem reżysera dwóch przedstawień Teatru Telewizji – inscenizacji niemieckiego dramatu romantycznego Heinricha von Kleista Książę Homburg (1993) w reż. Krzysztofa Langa z udziałem Marka Bukowskiego, Gustawa Holoubka i Teresy Budzisz-Krzyżanowskiej, Ostatni dzień Anny Kareniny (1994) na podstawie powieści Lwa Tołstoja w reż. Márty Mészáros z Anną Gornostaj i Janem Nowickim, Modliszka (1994) w reż. Jerzego Domaradzkiego z Małgorzatą Kożuchowską oraz Wyszedł z domu (1994) w reż. Stanisława Różewicza z Ewą Dalkowską, Jerzym Radziwiłowiczem i Jerzym Trelą. 
Odbył kurs reżyserski u Krystiana Lupy w warszawskim Teatrze Dramatycznym, pracując nad monologiem Dziura w głowie. W 2006 jego debiutancka sztuka - czarna komedia Hiszpańskie party zdobyła główną nagrodę w Konkursie na Scenariusz Teatralny i została wystawiona przez Teatr Współczesny w Krakowie w reż. Bartosza Jarzymowskiego i Agnieszkę Cianciarę z udziałem Macieja Maleńczuka. W 2009 wystąpił gościnnie w Teatrze Dramatycznym jako Wielki Mag w przedstawieniu Krystiana Lupy Persona. Tryptyk/Marilyn z Sandrą Korzeniak, Katarzyną Figurą, Władysławem Kowalskim i Marcinem Bosakiem.

## Kariera ekranowa
W 2008 ukończył Mistrzowską Szkołę Reżyserii Filmowej Andrzeja Wajdy. Studiował w Studium Scenariuszowym PWSTiF w Łodzi. W 2009 scenariusz filmowy na podstawie jego sztuki Hiszpańskie party! - pt. Hiszpańskie dziewczyny znalazł się w finale konkursu Hartley-Merrill. Był uczestnikiem europejskiego projektu filmowego Passion to Market. 
Był autorem scenariuszy fabularnych, m.in. komedii Last minute (2013) w reż. Patryka Vegi oraz noweli z dramatu Stacja Warszawa (2013). Napisał scenariusz do kilkuset odcinków różnych seriali telewizyjnych, w tym Prawo miasta, Fala zbrodni, Pitbull, Samo życie, Egzamin z życia, Prawo Agaty, Na sygnale i Na dobre i na złe.
Jako reżyser filmowy zadebiutował krótkometrażowym dramatem familijnym Glasgow (2010), który powstał w ramach programu 30 minut. Film zdobył kilkanaście nagród na festiwalach filmowych za granicą, m.in. „Złotą Morelę” w konkursie „Apricot Stone Competition” na MFF Golden Apricot” w Erywaniu, „Centaura” za najlepszy debiut na MFF Krótkich, Dokumentalnych i Animowanych „Message To Man” w Sankt Petersburgu, Nagrody Specjalne Jury na festiwalach Tous Courts w Aix-en-Provence i Festiwalu Młodego Kina Wschodnioeuropejskiego w Cottbus, Bronze Egg na serbskim Kustendorfie organizowanym przez Emira Kusturicę, Grand Prix na Siren FilmFestival w Charkowie oraz na Euganea Film Festival w Padwie, nagrody na festiwalach w Chinach, Niemczech, Włoszech, Turcji, Francji, USA.
Jego debiutancki pełnometrażowy film fabularny Dziura w głowie (2018) z Bartłomiejem Topą miał premierę w konkursie głównym Golden Goblet podczas 21. Shanghai International Film Festival, brał udział w konkursie głównym 43. Festiwalu Polskich Filmów Fabularnych w Gdyni i w konkursie New Filmmakers 42. São Paulo International Film Festival w Brazylii. W roku 2021 "Dziura w głowie" została laureatem Nagrody im. Krzysztofa Krauze przyznawanej przez Gildię Reżyserów Polskich za najlepszy film roku. Kapituła Nagrody pod przewodnictwem Pawła Pawlikowskiego nagrodziła obraz "za wrażliwość społeczną, kunszt artystyczny i nonkonformistyczne podejście do sztuki filmowej".